# Gajlity

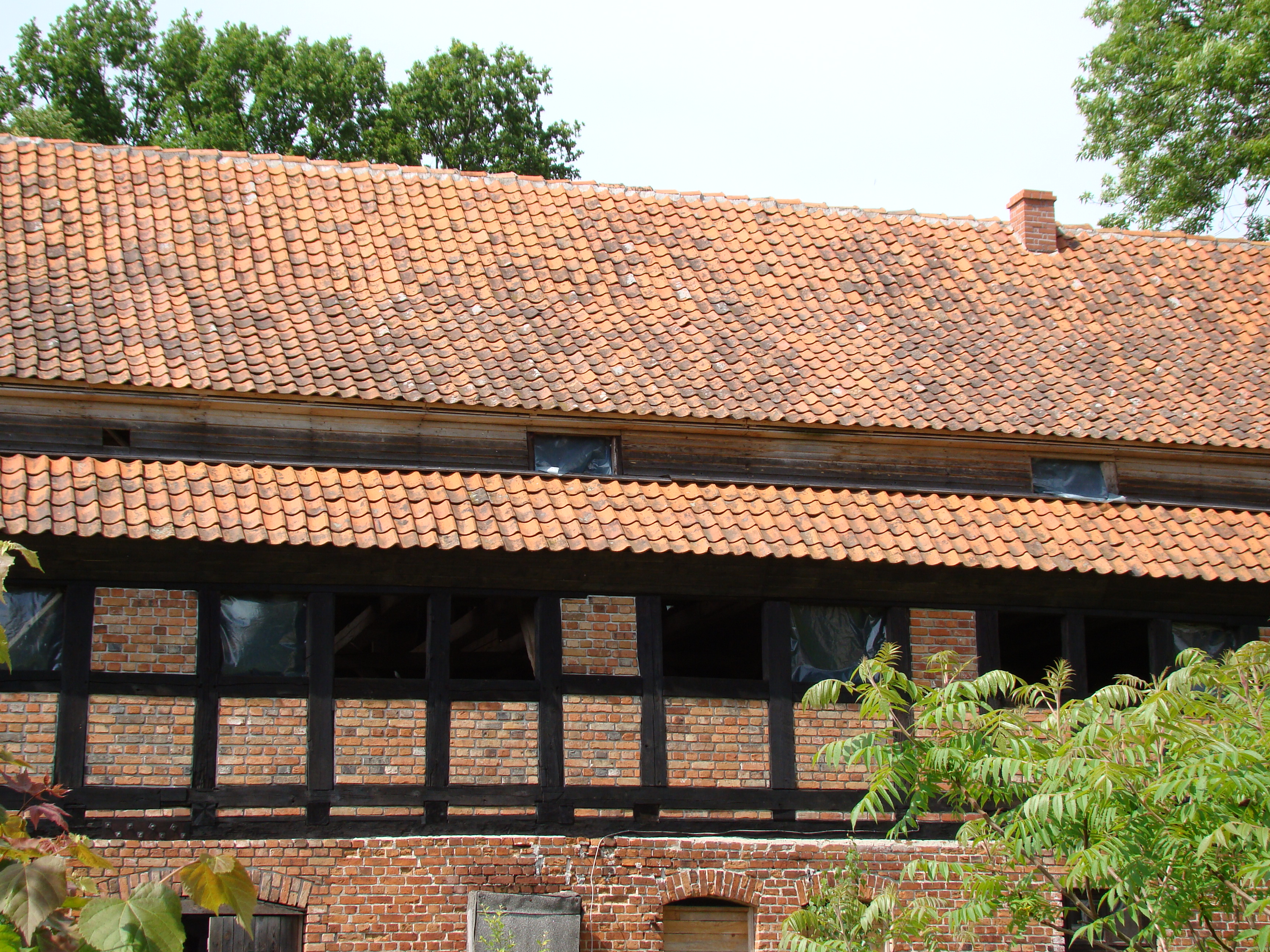
Spichlerz w Gajlitach

Gajlity (niem. Galitten) – osada w Polsce położona w województwie warmińsko-mazurskim, w powiecie lidzbarskim, w gminie Lidzbark Warmiński. W latach 1975–1998 miejscowość administracyjnie należała do województwa olsztyńskiego. Osada znajduje się w historycznym regionie Warmia.
Wieś położona jest na zachodnim brzegu jeziora Blanki.

## Historia
Dawny majątek ziemski, w latach 1748–1780 był w posiadaniu rodu von Hatten, w pierwszej połowie XIX wieku w posiadaniu rodu von Knoblauch, natomiast pod koniec XIX w. – rodziny Langenstrassen. Na początku XX w. majątek był w posiadaniu Richarda Brunka i obejmował blisko 300 ha ziemi uprawnej. W skład dóbr wchodziła mleczarnia parowa (prowadzono hodowlę bydła mlecznego rasy holenderskiej). Do stycznia 1945 właścicielem majątku o powierzchni około 300 ha była rodzina Perk.

## Zabytki
- Dwór w Gajlitach wybudowany został na przełomie XVIII i XIX wieku. Jest to budowla wzniesiona na rzucie prostokąta, parterowa, nakryta dachem naczółkowym. Elewacja frontowa zdobiona jest niewielkim tarasem z głównym wejściem do budynku. Od strony parku znajduje się duża weranda. Układ wnętrz jest dwutraktowy, zachowały się schody z ozdobna balustradą oraz oryginalne posadzki.
- Cztery lipy przed pałacem, przy dawnym podjeździe.
- Zabytkowy park graniczy z jeziorem Blanki. Z dawnych zabudowań zachował się spichlerz z częścią mieszkalną. Dwór wraz z najbliższym otoczeniem stanowi obecnie własność prywatną.
- Do zabytków zaliczane są także pozostałości dawnej zabudowy folwarcznej – zachował się spichlerz z 1844 r.